# Procampylaspis unicornis
Procampylaspis unicornis är en kräftdjursart som beskrevs av Gamo 1977. Procampylaspis unicornis ingår i släktet Procampylaspis och familjen Nannastacidae. Inga underarter finns listade i Catalogue of Life.